# Walzenir Falcão
Walzenir Falcão (Manaus, 9 de janeiro de 1958) é um político brasileiro com base eleitoral no Amazonas.
Foi eleito deputado estadual no Amazonas em 2006, pelo Partido Trabalhista Brasileiro (PTB). Tentou a reeleição em 2010, pelo Partido da Mobilização Nacional (PMN), mas teve a candidatura indeferida pelo Tribunal Superior Eleitoral (TSE).
Em março de 2012, era presidente da Federação dos Pescadores do Estado do Amazonas (Fepesca) e vice presidente da Confederação Nacional dos Pescadores.